# 川西村 (岡山県)
川西村（かわにしそん）は、岡山県真庭郡にあった村。現在の真庭市荒田、後谷畝、江川、神代、三田、福谷、本郷に当たる。

## 歴史

### 村名について
川西の川とは、この場合、旭川のことである。これは、同様に真庭郡に存在した川南村や川東村を含め、それぞれが旭川の西、南、東に位置することから分かる。

### 沿革
- 1889年（明治22年）6月1日 - 町村制施行に伴い、真島郡荒田村、後谷畝村、江川村、神代村、三田村、福谷村、本郷村が合併、川西村となる。大字本郷に役場を置く。
- 1900年（明治33年）4月1日 - 真島郡が大庭郡と合併し、真庭郡となる。川西村は真庭郡所属となる。
- 1907年（明治40年）5月1日 - 川西村が真庭郡勝山町（初代）、一宮村、月田村と合併し、新たに勝山町（2代）となる。川西村は廃止。

## 大字
現在は7大字全てが真庭市の大字として引き継がれている。
- 荒田（あらた）
- 後谷畝（うしろだにうね）
- 江川（えがわ）
- 神代（こうじろ）
- 三田（さんでん）
- 福谷（ふくたに）
- 本郷（ほんごう）